# Lait de soja
Cette page contient des caractères spéciaux ou non latins. S’ils s’affichent mal (▯, ?, etc.), consultez la page d’aide Unicode.
Le lait de soja, aussi appelé jus de soja ou boisson au soja (chinois simplifié : 豆浆 ; chinois traditionnel : 豆漿 ; pinyin : dòujiāng ou douru (豆乳) ; coréen : 두유 (duyu/豆乳) ; japonais : tonyu (豆乳, tōnyū) ; vietnamien : sữa đậu nành) est une boisson produite à base de graines de soja et d’eau. D'aspect proche du lait de vache, il est communément appelé « lait de soja » dans les pays francophones et souvent utilisé comme substitut au lait de vache dans l'alimentation et la cuisine, en particulier végétaliennes. En Asie, sa consommation est traditionnelle et relativement commune.
Consommé tel quel, le lait de soja peut également être transformé, notamment en yaourt de soja, par lacto-fermentation, ou en tofu, par chauffage et caillage à l'aide d'un agent coagulant (par exemple, le nigari), qui peut varier selon les ressources et habitudes locales ou le résultat désiré.

## Appellation
L'appellation « lait de soja » est la plus courante en français et dans de nombreuses autres langues. La législation de l'Union européenne spécifie cependant que la dénomination « lait » ne peut être utilisée dans un contexte commercial que pour la sécrétion mammaire (de vache, si l'espèce n'est pas précisée) avec quelques exceptions (lait de coco, lait d'amande) qui ne concernent pas le soja. Le Nouvel Observateur remarque qu'il s'agit de protéger les marchés des éleveurs en tentant de freiner la popularité croissante de produits végans.
Depuis 2016, l'AFNOR met en avant l’appellation « jus de soja » et en définit une norme à destination des producteurs. Pourtant, le terme « jus » désigne en français un liquide extrait d'une substance végétale ; alors que le lait de soja n'est pas extrait de la graine de soja, laquelle, sèche, ne contient pas de liquide, mais produit par broyage et dispersion de cette graine dans l'eau à la manière d'une soupe. On utilise aussi la dénomination « boisson au soja » pour l'étiquetage du produit.

## Histoire
Le premier document écrit mentionnant l'usage du lait de soja (doufujiang) en Chine comme boisson est le Yiya Yiyi 易牙遗意 (1365).

## Composition

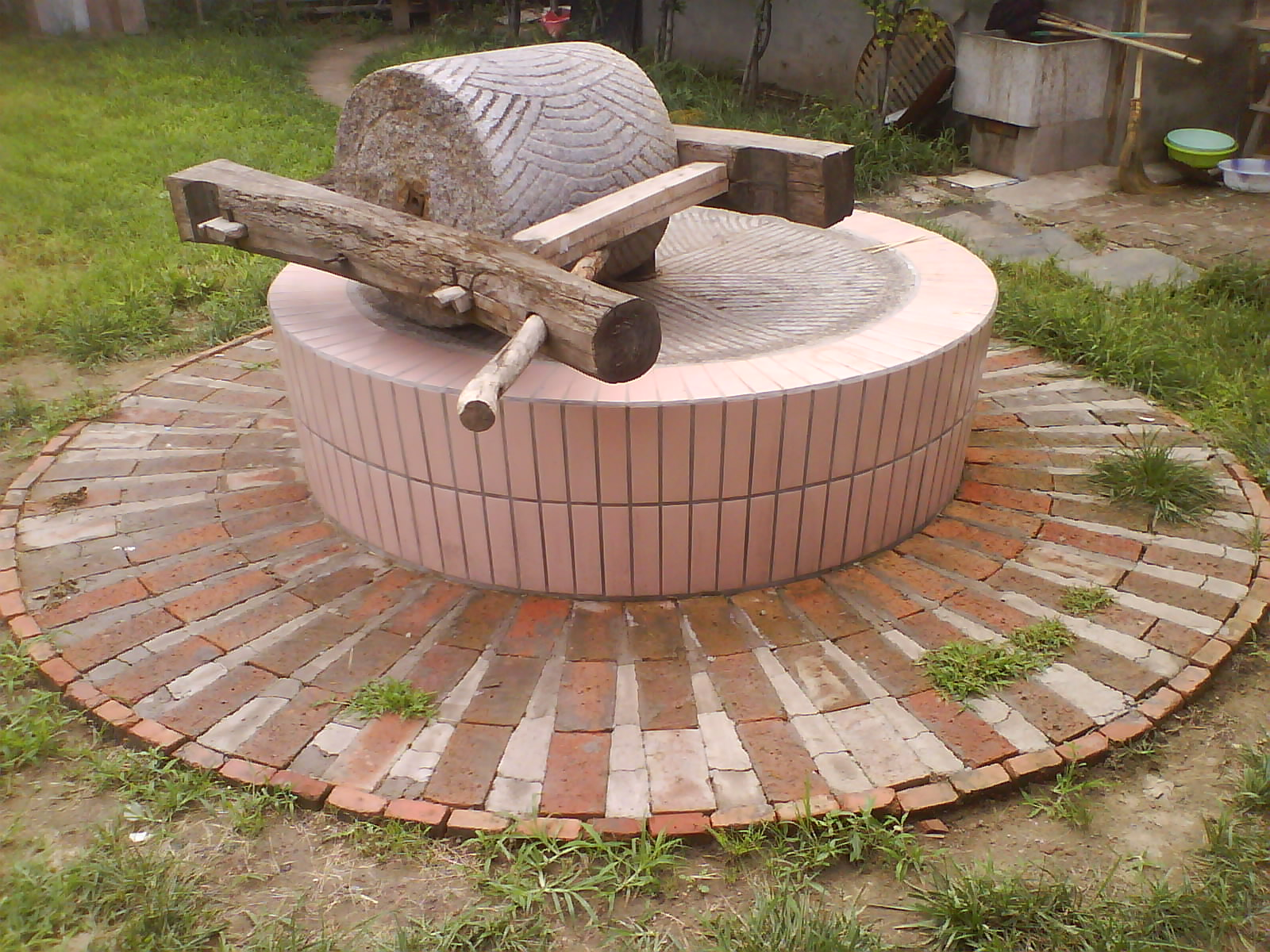
Meule à soja utilisée en Chine dans la fabrication du lait de soja.

Le lait de soja est préparé industriellement à partir de graines trempées, dépelliculées, broyées, mélangées à de l'eau, puis cuites. L'ensemble est homogénéisé puis conditionné de manière stérile. Techniquement, c'est une suspension colloïdale stable. La composition fine des laits de soja dépend du fabricant, le produit n'étant pas normalisé. Certains fabricants ajoutent un peu de sel, de sucre, un épaississant et éventuellement une algue (Lithothamnium calcareum) qui apporte du calcium à la boisson pour obtenir une teneur similaire au lait de vache. Certains laits de soja contiennent également du cacao, un arôme vanille ou du jus de fruit concentré imitant les laits aromatisés ciblant les enfants.
| Composition du lait de soja et comparaison avec le lait de vache demi-écrémé (pour 100 ml) |                  |                  |
| Composants                                                                                 | Lait de soja     | Lait de vache    |
| énergie                                                                                    | 154 kJ (37 kcal) | 188 kJ (45 kcal) |
| eau                                                                                        | 93 g             | 87 g             |
| Protides                                                                                   | 3,8 g            | 3,2 g            |
| Lipides                                                                                    | 2,1 g            | 1,5 g            |
| Glucides                                                                                   | 0,45 g           | 4,8 g            |
| Lactose                                                                                    | 0                | 4,5 - 5 g        |
| Calcium                                                                                    | 25 mg            | 120 mg           |
| Magnésium                                                                                  | 25 mg            | 11 mg            |
| Potassium                                                                                  | 118 mg           | 140 mg           |
| Fer                                                                                        | 0,64 mg          | 0,028 mg         |

Le lait de soja contient naturellement peu de calcium. Le lait de soja vendu dans le commerce peut être supplémenté en calcium à hauteur de 120 mg/100 ml, lui donnant la même teneur que le lait de vache.
Le lait de soja contient moins de matières grasses saturées que le lait de vache et est exempt d’acide gras trans, devenant ainsi plus favorable aux personnes à risques de problème cardio-vasculaire. Le lait de soja contient notamment de la lécithine, un type de gras que l'on trouve dans les plantes et animaux. Il contient également, comme tous les produits dérivés du soja, des flavonoïdes, reconnus pour leurs vertus antioxydantes.
Le soja – et par conséquent le lait de soja – contient des phytoestrogènes. Le contenu du lait de soja en phytoœstrogènes, sous forme d'isoflavones, est en moyenne de 7 mg par 100 g, mais la variabilité de la concentration en isoflavones est très élevée ; certains laits de soja peuvent en contenir 100 fois plus que d'autres,.

## Contaminants
Dans la plupart des pays, la prévention vis-à-vis des produits infantiles à base de soja n'existe pas, la recherche n'apportant pas d'éléments en faveur de la dangerosité des formules à base de soja.
La présence de résidus de pesticides et l’existence de sojas OGM font aussi débat, mais il existe des laits de soja, dits « biologiques » obtenus à partir de graines de soja non génétiquement modifiées et sans pesticides de synthèse.
Une étude récente (2019) montre que les laits pour nourrisson (en poudre ou concentré) mis sur le marché (au Canada dans le cas de cette étude) contiennent des quantités significatives d'Aluminium, un métal qui n'est pas un oligoélément, et qui est suspecté de poser des problèmes de santé. Au Canada, le lait de soja provient généralement de soja transgénique et il était plus contaminé par l'aluminium que le lait de vache.

## Consommation

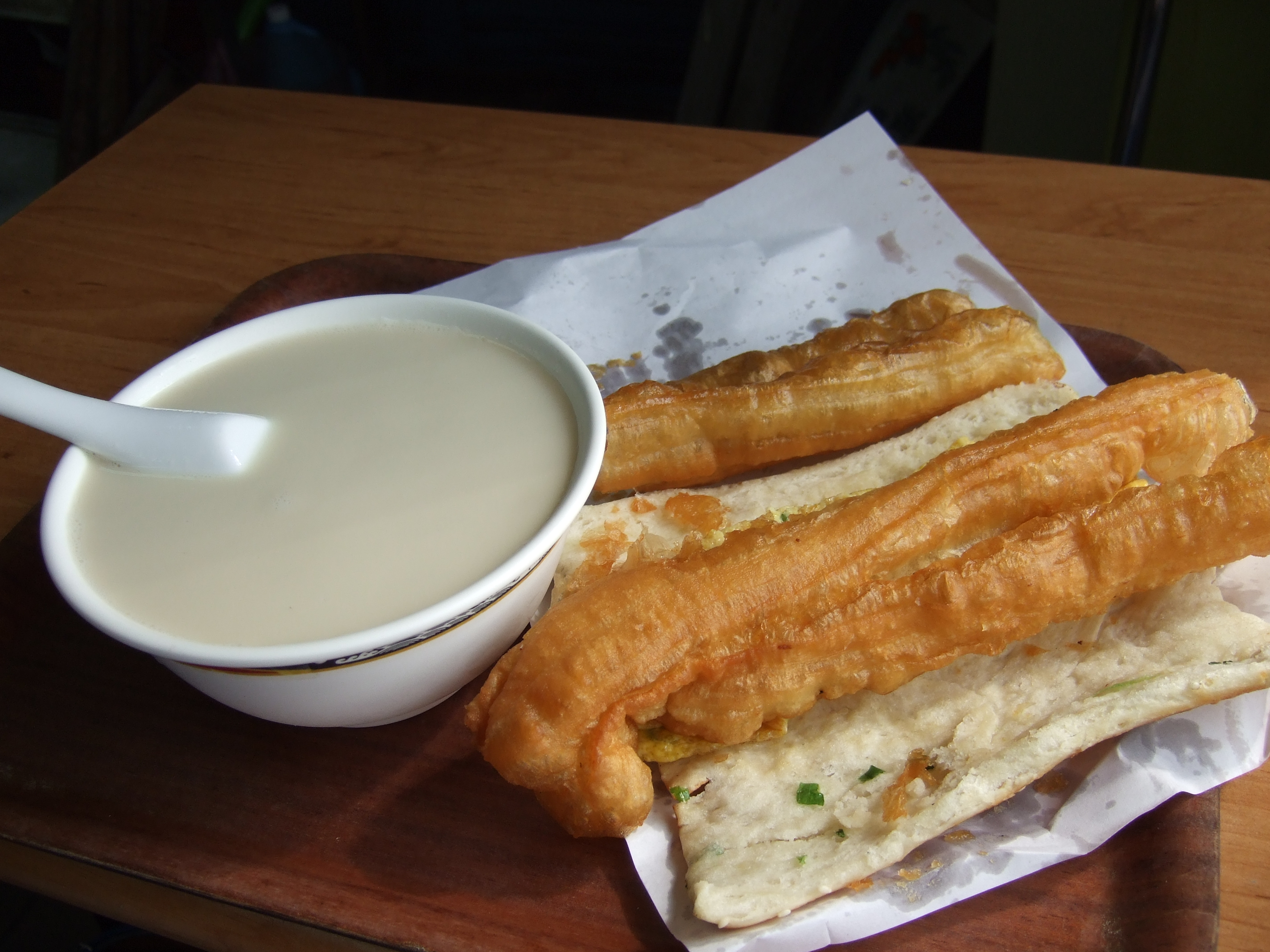
Petit déjeuner à Taïwan composé notamment de lait de soja frais et de youtiao

En Chine, il est principalement, mais pas seulement, consommé au petit déjeuner, chaud et nature, accompagné d'œufs durs, de mantou et de quelques légumes saumurés.
À Taïwan et Hong Kong, il est plus fréquemment accompagné de beignets de type youtiao.

## Transformation
Le lait de soja est transformé en lait concentré sucré, en fromage, en yaourt et en crème fraîche.

## Substitution au lait d'origine animale
Le lait de soja est le lait végétal qui partage le plus de propriétés avec les laits animaux utilisés en cuisine (vache, chèvre, ...), et peut donc s'y substituer dans la majorité des recettes de cuisine. Notamment, il caille en présence d'un agent coagulant (vinaigre, nigari), il mousse et monte lorsqu'il est bouilli, il forme une pellicule ; il dilue bien les poudres, il fermente, si coagulé, il sert de substrat aux lactobacilles lactiques et ferments fongiques de type penicillium candidum et geotrichum candidum (utilisés pour faire du camembert), etc.
Tout comme les laits animaux, il ne peut en aucun cas se substituer au lait maternel pour les nourrissons : le lait de soja est entre autres trop riche en protéines et trop pauvre en glucides, mais surtout il ne contient pas les nutriments nécessaires (minéraux, vitamines). Ainsi, un nourrisson est mort de dénutrition en Belgique en 2017 après avoir été nourri exclusivement au lait végétal ; ses parents étaient végétariens et soupçonnaient (sans avoir fait de tests) leur bébé d'allergie au lactose et au gluten.
Puisque les laits animaux comme végétaux ne conviennent pas pour les nourrissons, seules les formules infantiles (laits maternisés) doivent être spécialement utilisées à cette fin, qu'ils soient à base végétale (riz, soja, etc.) ou animale (vache, jument, etc.).